# セスロマイシン
セスロマイシン（Cethromycin）とは、マクロライド系の抗菌薬の中でもケトライドに分類される、抗菌薬の1種である。

## 性質

セスロマイシンの線角構造式。マクロライドの特徴である大きな環状構造を分子内に含んでいる。

セスロマイシンの分子式はC42H59N3O10で、分子量は約765.931 (g/mol)である。融点は、211℃から213℃である。

## 用途
セスロマイシンは市中肺炎の治療のために用いる

。
この他に、炭疽菌に暴露された後に、炭疽症を発症しないようにするために用いる希少疾病用医薬品ともされている

。

## 開発状況
セスロマイシンはアメリカ合衆国の製薬会社であるアボット・ラボラトリーズが開発した。2008年10月1日に市中肺炎治療を目的とした新薬としてアメリカ食品医薬品局に申請され

、2008年12月3日に受理された

。
2009年6月現在、市中肺炎治療について第Ⅲ相試験中である

。